# North Mississippi Allstars
North Mississippi Allstars es un grupo musical de blues, rock and roll y jam sessions, creado en 1996 en Hernando, Misisipi. El grupo está compuesto por los hermanos Luther Dickinson (guitarra y voz) y Cody Dickinson (batería, teclado) junto a Chris Chew (bajo). Dickinson, además de tocar la guitarra, toca el "lowebow" (un instrumento de cuerda cuyo resonador está formado por una caja de puros). Duwayne Burnside es hijo del músico de country blues R. L. Burnside y, tras tocar ocasionalmente la guitarra con el grupo en jams y conciertos se terminó uniendo en 2004.
El primer disco del grupo, Shake Hands With Shorty, fue nominado para los premios Grammy en la categoría de «Mejor disco de blues contemporáneo». Discos posteriores como 51 Phantom y Electric Blue Watermelon han recibido nominaciones para la misma categoría. El grupo ganó un premio W.C. Handy Awards, otorgado por la Blues Foundation, en la categoría de «Mejor artista debutante» en 2001. 
Actualmente, el grupo realiza giras con John Hiatt, habiendo publicado un disco titulado Master of Disaster. Todos los miembros del grupo han colaborado con Robert Randolph y John Medeski, formando el grupo 'The Word'.

## Discografía
- Shake Hands With Shorty (Tone-Cool, 2000)
- 51 Phantom (Uni/Tone, 2001)
- Polaris (2003)
- Tate County (Hill Country Blues) (Artemis, 2004)
- Hill Country Revue: Live at Bonnaroo (ATO, 2004)
- Electric Blue Watermelon (ATO, 2005)
- Hernando (Songs of the South, 2008)
- Keys to the Kingdom 2011
- World Boogie Is Coming 2013
- Freedom & Dreams, con Anders Osborne (2015)
- Prayer for Peace (2017)